# Gateway Arch
Gateway Arch je kovový oblouk v St. Louis, připomínající význam města pro osidlování amerického Západu v 19. století. Nachází se na břehu řeky Mississippi v parku Jefferson National Expansion Memorial a je orientován severojižním směrem jako symbolická brána na západ. S myšlenkou pomníku prvním osadníkům přišel roku 1933 místní právník Luther Ely Smith. Architektonická soutěž proběhla roku 1947 a zvítězil v ní Eero Saarinen, který na projektu spolupracoval s inženýrem Hannskarlem Bandelem. Stavba začala roku 1963 a byla dokončena v roce 1965. Náklady činily třináct milionů dolarů. V roce 1987 byl oblouk zapsán na seznam National Register of Historic Places.
Pomník má podobu obrácené řetězovky, je vysoký 192 metrů (nejvyšší oblouk na světě) a vzdálenost obou konců činí také 192 metrů. Celá konstrukce je samonosná, má průřez rovnostranného trojúhelníku, který se směrem vzhůru zužuje, u země měří každá strana 16,5 metru a v nejvyšším bodě 5,2 metru. V dutém tubusu je umístěno schodiště a výtah, jimiž se návštěvníci mohou dostat na vrchol oblouku. Zde se nacházejí okna, poskytující mimořádný výhled na město a okolní krajinu. Plášť objektu je obložen pláty korozivzdorné oceli, v nichž se zrcadlí okolí, v noci bývá nasvícen různobarevnými reflektory. V blízkosti oblouku se nachází budova bývalého soudu, sloužící jako muzeum osidlování Západu.